# 苇谷草属
苇谷草属（学名：Pentanema）是菊科下的一个属，为一年生或多年生草本植物。该属共有14种，分布于亚洲和非洲。